# 什温德拉蔡姆
什温德拉蔡姆（法語：Schwindratzheim，法語發音：[ʃvindratsaim]）是法国下莱茵省的一个市镇，属于萨韦尔讷区。

## 地理
什温德拉蔡姆（48°45'25"N, 7°36'6"E）面积9.14 平方千米，位于法国大東部大區下莱茵省，该省份为法国大陆部分最东部的省份，是阿尔萨斯的一部分，今与上莱茵省组成了阿尔萨斯欧洲集体，其南至上莱茵省，西南接孚日省和默尔特-摩泽尔省，西接摩泽尔省，北与德国接壤。
与什温德拉蔡姆接壤的市镇（或旧市镇、城区）包括：莫默奈姆、阿尔泰肯多夫、博森多夫、曼韦尔桑、米特藏乌斯、佐尔恩河畔瓦尔特南、奥克费尔登。
什温德拉蔡姆的时区为UTC+01:00、UTC+02:00（夏令时）。

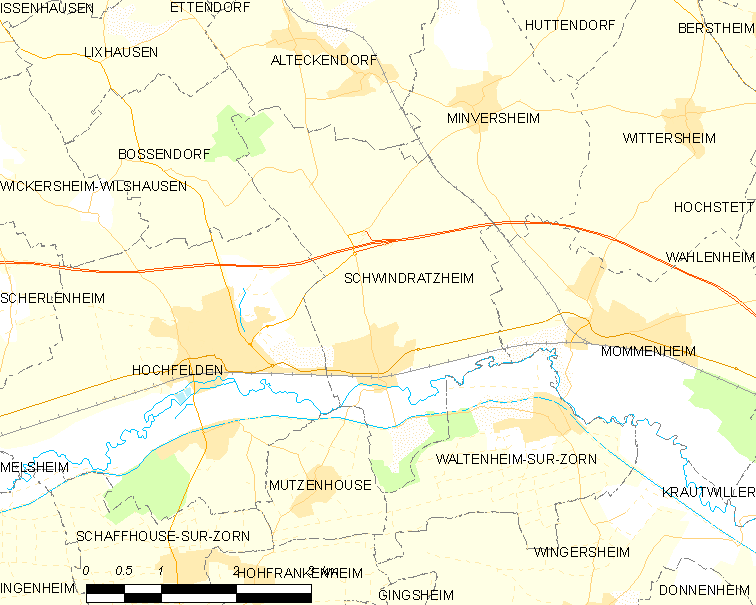
什温德拉蔡姆的OSM定位图

## 行政
什温德拉蔡姆的邮政编码为67270，INSEE市镇编码为67460。

## 政治
什温德拉蔡姆所属的省级选区为布克斯维莱尔县。

## 人口

1962-2008年间什温德拉蔡姆人口变化图示

什温德拉蔡姆于2022年1月1日时的人口数量为1763人。